# نيمانيا توميتش
نيمانيا توميتش (بالصربية: Немања Томић)‏ هو لاعب كرة قدم صربي في مركز نصف الجناح، ولد في 21 يناير 1988 في كراغوييفاتس في صربيا. شارك مع منتخب صربيا تحت 21 سنة لكرة القدم ومنتخب صربيا لكرة القدم. أما مع النوادي، فقد لعب مع غنتشلربيرليغي ونادي بارتيزان.

## وصلات خارجية
- نيمانيا توميتش على موقع الاتحاد الأوربي (الإنجليزية)
- نيمانيا توميتش على موقع اتحاد تركيا (لاعب) (الإنجليزية)
- نيمانيا توميتش على موقع قاعدة بيانات كرة القدم.إي يو (الإنجليزية)
- نيمانيا توميتش على موقع ناشيونال فوتبول تيمز (الإنجليزية)
- نيمانيا توميتش على موقع Soccerway.com (الإنجليزية)
- نيمانيا توميتش على موقع عالم كرة القدم.نت (الإنجليزية)
- نيمانيا توميتش على موقع AS.com (الإسبانية)